# East Tuddenham
East Tuddenham is een civil parish in het bestuurlijke gebied Breckland, in het Engelse graafschap Norfolk met 517 inwoners.